# Attila Orbán
Attila Orbán (ungarisch Orbán Attila; * 1. Juni 1990 in Szekszárd) ist ein ehemaliger ungarischer Eishockeyspieler, der einen Großteil seiner Karriere bei Alba Volán Székesfehérvár, mit dem er zweimal die ungarische Meisterschaft gewann, in der Österreichischen Eishockey-Liga verbrachte.

## Karriere
Attila Orbán begann seine Karriere als Eishockeyspieler in der Jugendabteilung von Dunaújvárosi Acélbikák, für den er als 17-Jähriger in der ungarischen Eishockeyliga debütierte. 2008 und 2010 wurde er mit dem Klub ungarischer Pokalsieger. Nach dem zweiten Pokalsieg wechselte er zu Alba Volán Székesfehérvár. Mit dem Klub aus Mitteltransdanubien spielte er zunächst in der ungarischen Eishockeyliga und der MOL Liga. Ab 2012 stand er für die Mannschaft in der Österreichischen Eishockey-Liga auf dem Eis. 2011 und 2012 gewann er mit dem Team die ungarische Meisterschaft.
Im Juli 2017 unterschrieb Orbán zum ersten Mal einen Vertrag im Ausland, und zwar beim HC Nové Zámky in der slowakischen Tipsport Extraliga. Diese transferierten ihn jedoch bereits im August 2017 weiter an seinen Stammverein Dunaújvárosi Acélbikák, ohne, dass Orbán ein Spiel für die Slowaken gemacht hatte. Nachdem er die Saison 2018/19 beim HK Budapest gespielt hatte, beendete er seine Karriere.

### International
Für Ungarn nahm Orbán im Juniorenbereich an den U18-Weltmeisterschaften 2007 und 2008 in der Division II sowie den U20-Weltmeisterschaften 2008 und 2009 in der Division I und 2010, als er die beste Plus/Minus-Bilanz des Turniers erreichte, in der Division II teil.
Im Seniorenbereich stand er im Aufgebot seines Landes bei den Weltmeisterschaften der Division I 2011, 2014 und 2015. Zudem vertrat er seine Farben beim Qualifikationsturnier für die Olympischen Winterspiele in Sotschi 2014.

### Inlinehockey
Orbán spielt neben Eishockey auch Inlinehockey und gehört dort ebenfalls der ungarischen Nationalmannschaft an. Bei der Weltmeisterschaft 2013 belegte er mit Ungarn in der Division I den dritten Platz.

## Erfolge und Auszeichnungen
- 2008 Ungarischer Pokalsieger mit Dunaújvárosi Acélbikák
- 2008 Aufstieg in die Division I bei der U18-Weltmeisterschaft der Division II, Gruppe B
- 2010 Ungarischer Pokalsieger mit Dunaújvárosi Acélbikák
- 2010 Beste Plus/Minus-Bilanz der U20-Weltmeisterschaft der Division II, Gruppe A
- 2011 Ungarischer Meister mit Alba Volán Székesfehérvár
- 2012 Ungarischer Meister mit Alba Volán Székesfehérvár
- 2015 Aufstieg in die Top-Division bei der Weltmeisterschaft der Division I, Gruppe A

## ÖEHL-Statistik
(Stand: Ende der Saison 2016/17)